# Life Less Frightening
Life Less Frightening è il terzo singolo dell'album Siren Song of the Counter Culture dei Rise Against. La canzone parla dell'orrore che è presente nel mondo e di tutte le cose che lo causano.

## Posizione in Classifica
Life Less Frightening raggiunse la trentatreesima posizione nella classifica Billboard Modern Rock Tracks.

## Formazione
- Tim McIlrath – voce, chitarra
- Chris Chasse – chitarra, voce secondaria
- Joe Principe – basso, voce secondaria
- Brandon Barnes – batteria